# Campeonato Carioca de Futebol de 1934 (LMDT) - Segunda Divisão
Além dos torneios da AMEA e LCF, em 1934, no Rio de Janeiro ainda houve um terceiro campeonato de segundo nível, organizado pela Liga Metropolitana de Desportos Terrestres (LMDT) e que foi vencido pelo São José.
Em 1933 com a fundação da profissional Liga Carioca de Football (LCF), a Liga Metropolitana de Desportos Terrestres, formada apenas por clubes de pouca expressão, desistiu de tentar rivalizar com mais uma liga e se tornou subliga da LCF, ficando responsável exclusivamente pelas competições de amadores da mesma – função semelhante ao do D.A. de 1949. Os campeões a partir desse ano – ao contrário dos vencedores dos torneios realizados pela LMDT, entre 1925 e 1932, que apesar de não ser listados na cronologia oficial do Campeonato Carioca pela atual Federação de Futebol do Estado do Rio de Janeiro (FFERJ), são formalmente campeonatos estadual –, não podem mais ser considerados campeões estaduais da primeira divisão. Esta foi a última competição organizada pela LMDT que foi completamente extinta em 1935 e não é reconhecida pela FFERJ como sendo edição da Segunda Divisão do Campeonato Carioca de Futebol.

## Participantes
- Sport Club Boa Vista (do Alto da Boa Vista)
- Club Sportivo Campo Grande (de Campo Grande)
- Mauá Football Club (da Saúde-Centro)
- Sport Club Portugal-Brasil (do Centro)
- Santíssimo Football Club (de Santíssimo)
- Sport Club São José (de Magalhães Bastos)
- Sporting Club do Brasil (do Centro)
- Sudan Atlético Clube (de Quintino Bocaiúva)

## Premiação
| Campeão da LMDT de 1934 - Segunda Divisão |
| Rio de Janeiro                            |
| ----------------------------------------- |
| SÃO JOSÉ                                  |